# Pontchardon
Pontchardon ist eine französische Gemeinde mit 184 Einwohnern (Stand: 1. Januar 2022) im Département Orne in der Region Normandie. Sie gehört zum Kanton Vimoutiers und zum Arrondissement Mortagne-au-Perche.
Nachbargemeinden sind Canapville im Nordwesten, Avernes-Saint-Gourgon im Nordosten, Le Bosc-Renoult im Südosten, Ticheville im Südwesten und Vimoutiers im Westen.

## Bevölkerungsentwicklung

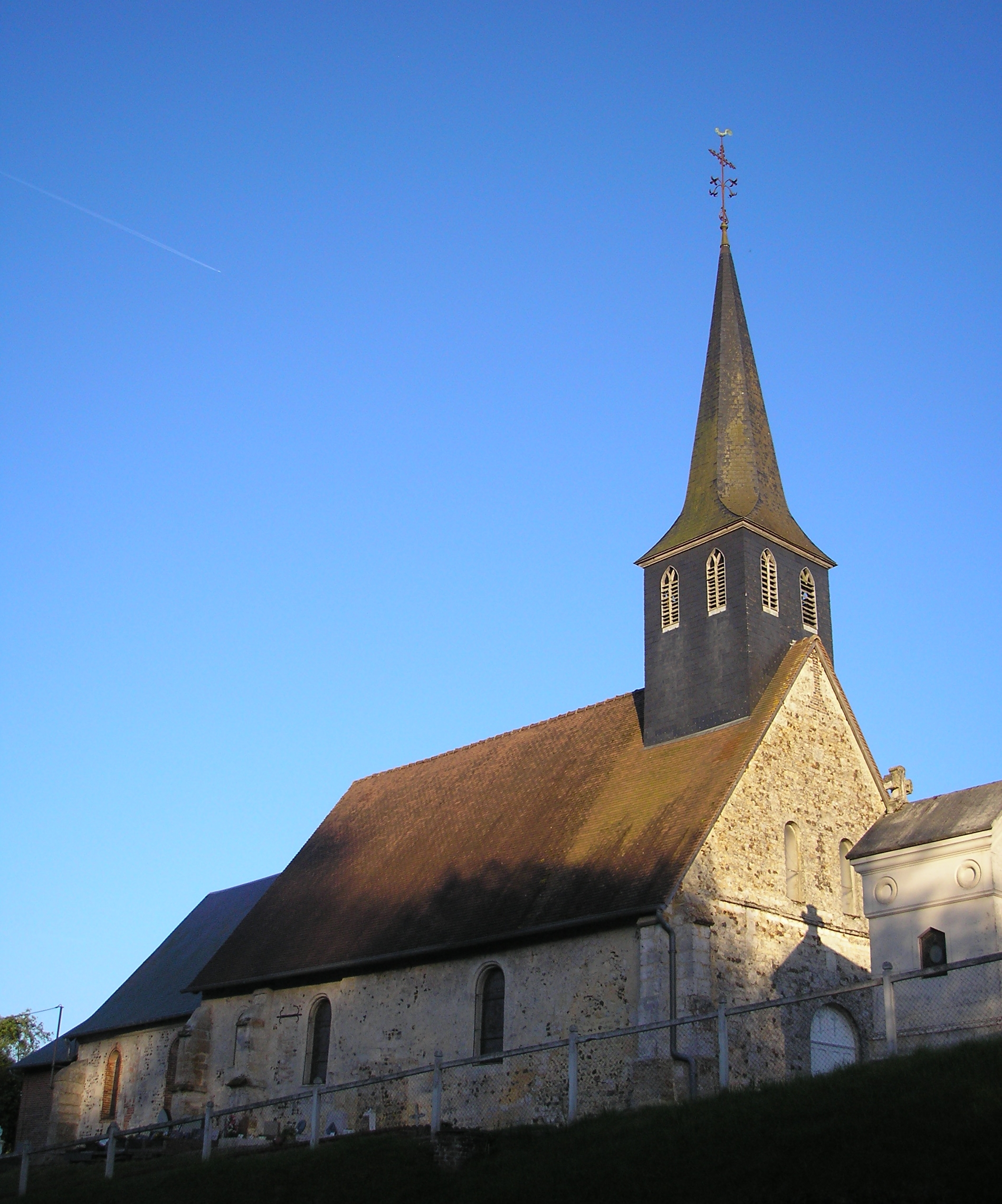
Kirche Saint-Martin

| Jahr      | 1962 | 1968 | 1975 | 1982 | 1990 | 1999 | 2008 | 2015 |
| --------- | ---- | ---- | ---- | ---- | ---- | ---- | ---- | ---- |
| Einwohner | 386  | 405  | 487  | 412  | 311  | 310  | 232  | 224  |